# Are You Ready for Love
Are You Ready for Love? è un brano composto da Thom Bell, Leroy Bell e Casey James ed interpretato dall'artista britannico Elton John.

## Descrizione
Pubblicato come singolo nel 1979 (ma registrato durante le session dell'EP The Thom Bell Sessions), passò inizialmente inosservato. Venne ripescato dall'oblio il 25 agosto 2003 dall'etichetta britannica Southern Fried Records: il singolo, nuovamente riproposto (anche sui 12", ma in versione remix), ebbe allora un grandioso successo (in parte dovuto alla sua comparsa nella pubblicità di Sky Sports volta a promuovere la Premier League), raggiungendo la vetta della classifica inglese e della statunitense Billboard Hot Dance Club Play chart. Della canzone esistono due versioni: la prima è quella apparsa nel 1979 ed è per l'appunto quella ripubblicata nel 2003; la seconda, molto più rara, è invece apparsa nel 1989, ma è stata probabilmente registrata insieme all'altra versione e poi scartata al momento della scelta del singolo.
Are You Ready for Love? è stata anche messa in evidenza nella versione PAL di Donkey Konga 2.

## Classifiche
| Classifica (2003)                | Posizione massima |
| -------------------------------- | ----------------- |
| Official Singles Chart           | 1                 |
| US Billboard Hot Dance Club Play | 1                 |